# Liste des ambassadeurs de Pologne en France
Bien que la tradition des relations politiques et culturelles entre la Pologne et la France remonte au XVIe siècle les missions diplomatiques polonaises à Paris n'ont pris un caractère régulier qu'après que la Pologne a recouvré son indépendance au XXe siècle.

## Les ambassadeurs de Pologne en France

### XVIesiècle
- 1524 Jérôme Laski (pl)

### XVIIIesiècle
- 1713-1720? Burchard Suhm (pl)
- 1757 Jean-Baptiste d'Aloy
- 1763 Franciszek Bieliński (pl) (à Versailles et Lunéville)
- 1766 Feliks Franciszek Łoyko-Rędziejowski (pl) dit Eleuthère Patridophile
- 1769 Charles de Saint-Pol (pl) (Charles Jeanroy)
- 1769-1770 Joachim Chreptowicz
- 1772-1773 Franciszek Ksawery Branicki
- 1777 Pierre-Maurice Glayre (mission secrète)

### XXesiècle
- 16 avril 1919 – 1er juin 1919 Erazm Piltz (pl) (délégué du gouvernement)
- 1er août 1919 – 19 janvier 1924 Maurice Zamoyski (pl) (légat)
- 22 août 1924 – 26 novembre 1924 Alfred de Chłapowski (légat)
- 27 novembre 1924 – 20 juin 1936 Alfred de Chłapowski
- 20 juin 1936 – 7 novembre 1939 Juliusz Łukasiewicz (pl)

#### Gouvernement polonais en exil
- 1er novembre 1939 – avril 1940 Feliks Frankowski (chargé d'affaires)
- avril 1943 – 4 septembre 1943 Feliks Frankowski (chargé d'affaires)
- 14 septembre 1943 – 5 juillet 1945 Kajetan Dzierżykraj-Morawski (Gaëtan Morawski)

#### Gouvernement de Varsovie
- 17 décembre 1944 – 22 septembre 1945 Stefan Jędrychowski (pl)
- 22 septembre 1945 – 17 juin 1947 Stanisław Skrzeszewski (pl)
- 17 juin 1947 – 6 avril 1954 Jerzy Putrament - présentation des lettres de créances le 17 juin 1947[JORF 1]
- 6 avril 1954 – 24 juin 1961 Stanisław Gajewski (pl) - présentation des lettres de créances le 6 avril 1954[JORF 2]
- 24 juin 1961 – 3 juillet 1969 Jan Druto (pl) - présentation des lettres de créances le 24 juin 1961[JORF 3]
- 3 juillet 1969 – 2 avril 1972 Tadeusz Olechowski - présentation des lettres de créances le 3 juillet 1969[JORF 4]
- 2 avril 1972 – 28 avril 1976 Emil Wojtaszek (pl) - présentation des lettres de créances le 2 juin 1972[JORF 5]
- 28 avril 1976 – 20 novembre 1980 Tadeusz Olechowski - présentation des lettres de créances le 28 avril 1976[JORF 6]
- 20 novembre 1980 – 7 décembre 1984 Eugeniusz Kułaga (pl) - présentation des lettres de créances le 20 novembre 1980[JORF 7]
- 7 décembre 1984 – 17 novembre 1988 Janusz Stefanowicz (pl) - présentation des lettres de créances le 7 décembre 1984[JORF 8]
- 17 novembre 1988 – 9 janvier 1991 Ryszard Fijałkowski (pl) - présentation des lettres de créances le 6 avril 1989[JORF 9]
- 9 janvier 1991 – 4 septembre 1996 Jerzy Łukaszewski - présentation des lettres de créances le 14 février 1991[JORF 10]
- 4 septembre 1996 – 31 janvier 2001 Stefan Meller - présentation des lettres de créances le 4 septembre 1996 [JORF 11]

### XXIesiècle
- 1er février 2001 – 13 mai 2001 Sławomir Czarlewski (pl) (chargé d'affaires)
- 9 avril 2001 – 28 décembre 2006 Jan Tombiński (pl) - présentation des lettres de créances le 6 juillet 2001 [JORF 12]
- 28 décembre 2006 – 14 septembre 2007 Ludwik Wolowik (pl) (chargé d'affaires)
- 14 septembre 2007 - 31 août 2014 Tomasz Orłowski - présentation des lettres de créances le 19 février 2008 [JORF 13]
- à compter du 31 août 2014, intérim assuré par Agnieszka Kucińska, consul général, puis Marta Stachowiak, chargée d'affaires[1]
- 7 janvier 2015 - Andrzej Byrt - présentation des lettres de créances le 29 janvier 2015[JORF 14] révoqué en août 2016[2]
- de septembre 2016 à août 2017, intérim assuré par Dariusz Wiśniewski (pl) (chargé d'affaires a.i.)
- 12 août 2017 - 2022 Tomasz Młynarski  - présentation des lettres de créances le 13 octobre 2017[JORF 15]
- 2022 Jan Emeryk Rościszewski